# Tseri
Tseri (gr. Tσέρι) – miasto w Republice Cypryjskiej, w dystrykcie Nikozja. W 2011 roku liczyło 7035 mieszkańców.